# Saint-Pardoux-le-Lac
Saint-Pardoux-le-Lac è un comune francese del dipartimento dell'Alta Vienne in Nuova Aquitania. È stato istituito il 1º gennaio 2019 a seguito della fusione dei comuni di Roussac (sede comunale), Saint-Pardoux e Saint-Symphorien-sur-Couze.